# Anildo Spencer
Anildo Spencer, född 13 september 1976 i Göteborg, är en svensk fotbollsspelare (försvarare) lagkapten som under hela sin karriär spelade för Västra Frölunda IF. Efter säsongen 2008 beslutade han sig för att trappa ner i division 4-laget Kållereds SK där han fortfarande spelar. Bästa resultat, 5 i allsvenskan. Spencer spelade I allsvenskan bland annat säsongen 2000, senaste gången Västra Frölunda var uppe i högsta serien. Spencer kom med i allstar team och blev utsedd till turneringens bästa spelare under Gothia cup. Har spelat J - U21 landskamper.